# Henryk VI Starszy
Henryk VI żagański (Starszy) (ur. ok. 1345, zm. 5 grudnia 1393) – książę żagański i głogowski w latach 1369–1393, w wyniku podziału w 1378 roku w Żaganiu, Krośnie i Świebodzinie.
Henryk VI był najstarszym synem księcia żagańskiego Henryka V Żelaznego i Anny córki Wacława księcia płockiego.
Po śmierci ojca w 1369 początkowo sprawował rządy wspólnie z młodszymi braćmi Henrykiem VII Rumpoldem (Średnim) i Henrykiem VIII Wróblem. Księstwo żagańskie pozostające pod panowaniem Henryków znajdowało się wówczas w tragicznej sytuacji finansowej. W celu jej poprawy, wydatki synów Henryka Żelaznego zostały ograniczone do minimum. Każdy z nich miał otrzymywać z kasy księstwa po 150 grzywien praskich i nie mógł posiadać więcej niż 20 koni. Sytuacja w księstwie pogarszała się też na skutek stałej ingerencji Karola IV w sprawy wewnętrzne państewka Piastowiczów. W 1375 roku na polecenie cesarza miasta Góra Śląska, Głogów i Ścinawa zostały podzielone na część królewską i książęcą.
W latach 1376–1377 Henryk VI popadł w ostry konflikt z klasztorem żagańskim, którego dobra podobnie jak jego ojciec traktował jako bogate źródła dochodów dla skarbca książęcego. W 1378 roku księstwo zostało podzielone na trzy części pomiędzy braci. Henrykowi VI jako najstarszemu przypadła najważniejsza północna część ze stolicą w Żaganiu. W skład jego posiadłości weszły też: Krosno Odrzańskie, Nowogród Bobrzański i Świebodzin (Henryk VI używał tytułu pana Żagania i Lubina).
W 1383 wraz z młodszym bratem, Henrykiem VII, podjął bezskuteczną próbę odzyskania zajętej przez Polskę za czasów Kazimierza Wielkiego Wschowy. Wkrótce po podziale księstwa aktywność życiowa i udział w życiu politycznym Śląska Henryka VI wyraźnie uległy zawężeniu.
W 1371 lub 1372 Henryk VI ożenił się z córką księcia legnickiego Wacława I Jadwigą. Małżeństwo to nie było zbyt udane, zaś przedwczesna śmierć jedynego dziecka tej pary (nieznanego imienia) zakończyła się separacją (Jadwiga pozostała wtedy w Żaganiu, zaś Henryk za rezydencję obrał sobie Krosno Odrzańskie). Pomimo tych niesnasek Henryk zapisał żonie jako oprawę wdowią całość rządzonego przez siebie księstwa.
Henryk VI podczas pobytu na zamku w Krośnie oddawał się głównie kontemplacji i ascezie. Jako jedyny z synów Henryka V potrafił ułożyć sobie stosunki z klasztorem żagańskim.
Henryk VI umarł 5 grudnia 1393 roku we Włoszczowie - miejscowości leżącej w powiecie lubińskim. Został pochowany w kościele kanoników regularnych św. Augustyna w Żaganiu.
Wdowa po Henryku Jadwiga rządy w Żaganiu, Krośnie i Świebodzinie sprawowała do 1403 roku, kiedy ostatecznie ustąpiła z księstwa na rzecz synów najmłodszego syna Henryka V – Henryka VIII Wróbla; zmarła 1 sierpnia 1408.